# Charles d'Isembourg-Büdingen
Charles d'Isembourg-Büdingen (nom, prénom: Karl Viktor Amadeus Wolfgang Kasimir Adolf Bodo) (29 juillet 1838 – 2 avril 1899) est un prince allemand, à la tête de la maison médiatisée d'Isembourg-Büdingen.

## Biographie
Charles est né à Birstein, électorat de Hesse, le deuxième enfant de Victor d'Isembourg-Büdingen (de), fils de Charles, dernier prince souverain d'Isembourg, et son épouse, la princesse Marie de Löwenstein-Wertheim-Rosenberg, fille de Charles-Thomas de Löwenstein-Wertheim-Rosenberg. Après la mort prématurée de son père en 1843, Charles est placé sous la responsabilité de son oncle, Wolfgang Ernest III d'Isembourg-Birstein, qui l'élève dans la foi protestante, mais il est exposé à la foi catholique par sa mère, et en 1861, s'est convertie au catholicisme.
Le 31 mai 1865, à l'âge de vingt-sept ans, il épouse l'archiduchesse Marie-Louise d'Autriche-Toscane (1845-1917), fille de Léopold II de Toscane et de sa seconde épouse, Marie-Antoinette de Bourbon-Siciles. Le couple a neuf enfants. En 1866, après la mort de son oncle, Charles lui succède en tant que prince d'Isembourg-Birstein.
Le couple accompagne la princesse Anne de Prusse (1836-1918) dans son cheminement vers le catholicisme.
Charles est mort à l'âge de soixante ans, en 1899, et son épouse Marie Louise est morte en 1917. Ils sont les ancêtres de Sophie d'Isembourg, femme de Georges-Frédéric de Prusse, chef de la Maison de Prusse, qui règne comme les empereurs allemands jusqu'en 1918.

## Descendance
Charles et Marie Louise ont neuf enfants:
- Léopold Wolfgang (1866-1933), succède à son père en tant que prince d'Isembourg. En 1902, il épouse la princesse Olga de Saxe-Weimar-Eisenach (1869-1924), fille du Hermann de Saxe-Weimar-Eisenach. Il épouse ensuite en 1924, la comtesse Marie von Dürckheim-Montmartin (1880-1937).
- Maria Antonia (1867-1943).
- Maria Michaele (1868-1919).
- François Joseph (1869-1939), épouse la princesse Frédérique de Solms-Braunfels. Ils sont les grands-parents de Sophie, Princesse de Prusse.
- Charles Joseph (1871-1951), marié morganatiquement à Bertha Lewis.
- Victor Salvator (1872-1946), marié à Léontine Rohrer.
- Alphonse Marie (1875-1951), marié en 1900 à la comtesse Pauline-Marie de Beaufort-Spontin (1876-1955).
- Marie-Elizabeth (1877-1943), mariée à Georges Beyer
- Adélaïde Maria (1878-1936).